# STS-104
STS-104 est la vingt-quatrième mission de la navette spatiale Atlantis et la dixième mission d'une navette américaine vers la Station spatiale internationale (ISS).

## Équipage
- Steven W. Lindsey (3), Commandant  États-Unis
- Charles O. Hobaugh (1), Pilote  États-Unis
- Michael L. Gernhardt (4), Spécialiste de mission  États-Unis
- Janet L. Kavandi (3), Spécialiste de mission  États-Unis
- James F. Reilly (2), Spécialiste de mission  États-Unis

Le chiffre entre parenthèses indique le nombre de vols spatiaux effectués par l'astronaute, STS-104 inclus.

## Paramètres de la mission
- Masse :
  - Navette au lancement : 117 129 kg
  - Navette à vide : 94 009 kg
  - Chargement : 8 241 kg
- Périgée : 372 km
- Apogée : 390 km
- Inclinaison : 51,6°
- Période : 92,2 min

### Amarrage à la station ISS
- Début : 14 juillet 2001, 03 h 08 min UTC
- Fin : 22 juillet 2001, 04 h 54 min UTC
- Temps d'amarrage : 8 jours, 1 heure, 46 minutes

### Sorties dans l'espace
- Gernhardt et Reilly  - EVA 1
- Début de EVA 1 : 15 juillet 2001 - 03h10 UTC
- Fin de EVA 1 : 15 juillet 2001 - 09h09 UTC
- Durée : 5 heures, 59 minutes

- Gernhardt et Reilly  - EVA 2
- Début de EVA 2 : 18 juillet 2001 - 03h04 UTC
- Fin de EVA 2 : 18 juillet 2001 - 09h33 UTC
- Durée : 6 heures, 29 minutes

- Gernhardt et Reilly  - EVA 3
- Début de EVA 3 : 21 juillet 2001 - 04h35 UTC
- Fin de EVA 3 : 21 juillet 2001 - 08h37 UTC
- Durée : 4 heures, 02 minutes

## Objectifs
Mission d'assemblage à l'ISS du sas pour les sorties extravéhiculaires (EVA) nommé Quest de fabrication américaine.